# Kippumjo
Los kippumjo o gippeumjo (en coreano: 기쁨조) a menudo traducido incorrectamente como "grupos de placer", "escuadrón del placer" o "brigada del placer") son un supuesto conjunto de grupos de aproximadamente 2.000 mujeres de entre 18 y 40 años (aunque se cree la mayoría tiene entre 18 y 25), que son mantenidos por el jefe de Estado de Corea del Norte con el fin de proporcionar placer y entretenimiento a los funcionarios de alto rango del Partido del Trabajo de Corea (PTC) y sus familias, así como invitados especiales en algunas ocasiones.
El diario surcoreano Chosun Ilbo dijo que el grupo que solía actuar para el padre de Kim Jong-un, Kim Jong-il, se disolvió poco después de la muerte de su padre en diciembre de 2011. Los miembros fueron obligados a firmar una promesa de secreto a cambio de dinero y regalos. Según el periódico, supuestamente las mujeres que trabajaban como animadoras recibieron una cantidad de dinero de $ 4,000 antes de regresar a sus lugares de origen. Las chicas del grupo también recibirían como compensación electrodomésticos.
Poco se sabe fuera de Corea del Norte sobre el Gippeumjo, pero la información ha ido surgiendo gradualmente a través del testimonio de los norcoreanos que desertaron, particularmente Kenji Fujimoto y Mi Hyang.

## Etimología
기쁨은 (Kippeumun) es un adjetivo que significa "felicidad". 조 (jo) hace referencia en coreano a un grupo o equipo de personas. No tiene ningún carácter sexual ni erótico.

## Historia
Según fuentes occidentales de Estados Unidos los gippeumjo se crearon en 1978, durante el gobierno de Kim Il-sung, y el primer grupo fue reclutado por Lee Dong Ho, el primer Subdirector del Departamento del Frente Unido del PTC, para entretener a Kim Il-sung la Munsu Chodaeso (문수 초대소; casa de huéspedes de Munsu). El reclutamiento y la formación de los gippeumjo actualmente es administrado por el Quinto Departamento de Personal de la Dirección Orgánica del Partido y sigue siendo gestionada por su hijo, Kim Jong-il.
En abril de 2015, según informes, Kim Jong Un buscaba nuevos miembros para su propio Gippeumjo, después de que el grupo de niñas de su padre se disolviera en diciembre de 2011.